# Locomotiva SNCF BB 67200
Le BB 67200 sono locomotive diesel-elettriche delle Société Nationale des Chemins de fer Français (SNCF), derivanti dalla trasformazione di 80 locomotive della serie BB 67000 da destinare all'uso sulle linee ad alta velocità francesi per lavori o per il salvataggio di TGV in panne. Le locomotive lavorano solo in coppia e sono modificate nel sistema di aggancio per essere compatibili con i ganci automatici del TGV.

## Descrizione
Le trasformazioni sono state effettuate tra il 1980 e il 2004. Rispetto alla serie BB 67000, sul lato anteriore dell'estremità 1, il gradino anteriore centrale è stato rimosso e al suo posto è stato installato un gancio di emergenza Scharfenberg per il traino di un treno TGV in panne e conseguentemente l'accoppiamento multiplo può essere eseguite solo tramite l'estremità 2.
Le locomotive sono dotate a seconda del loro utilizzo di sistema di segnalazione in cabina TVM 300 o TVM 430. Alcune locomotive sono inoltre dotate di attacco di emergenza tipo BSI.
Nel 2016 la SNCF ha incaricato la società di noleggio Akiem di ordinare nuove locomotive per sostituire le BB 67200; è stata selezionata la DE 18 di Vossloh (numerata BB 79000 negli inventari), le cui consegne sono iniziate nel 2019.

## Fermodellistico
La locomotiva BB 67200 è stata riprodotta in scala H0 dalle ditte Lima ( BB 67215, in catalogo dal 1993 al 1995 e BB 67250, in catalogo dal 1995 al 1997) e Rivarossi, che tra il 1994 e il 1999 ha proposto la coppia di locomotive BB 67248+ BB 67249 i cui solo la prima motorizzata.

## Galleria d'immagini

La BB 67200 in livrea blu e in livrea Infta a Longueau
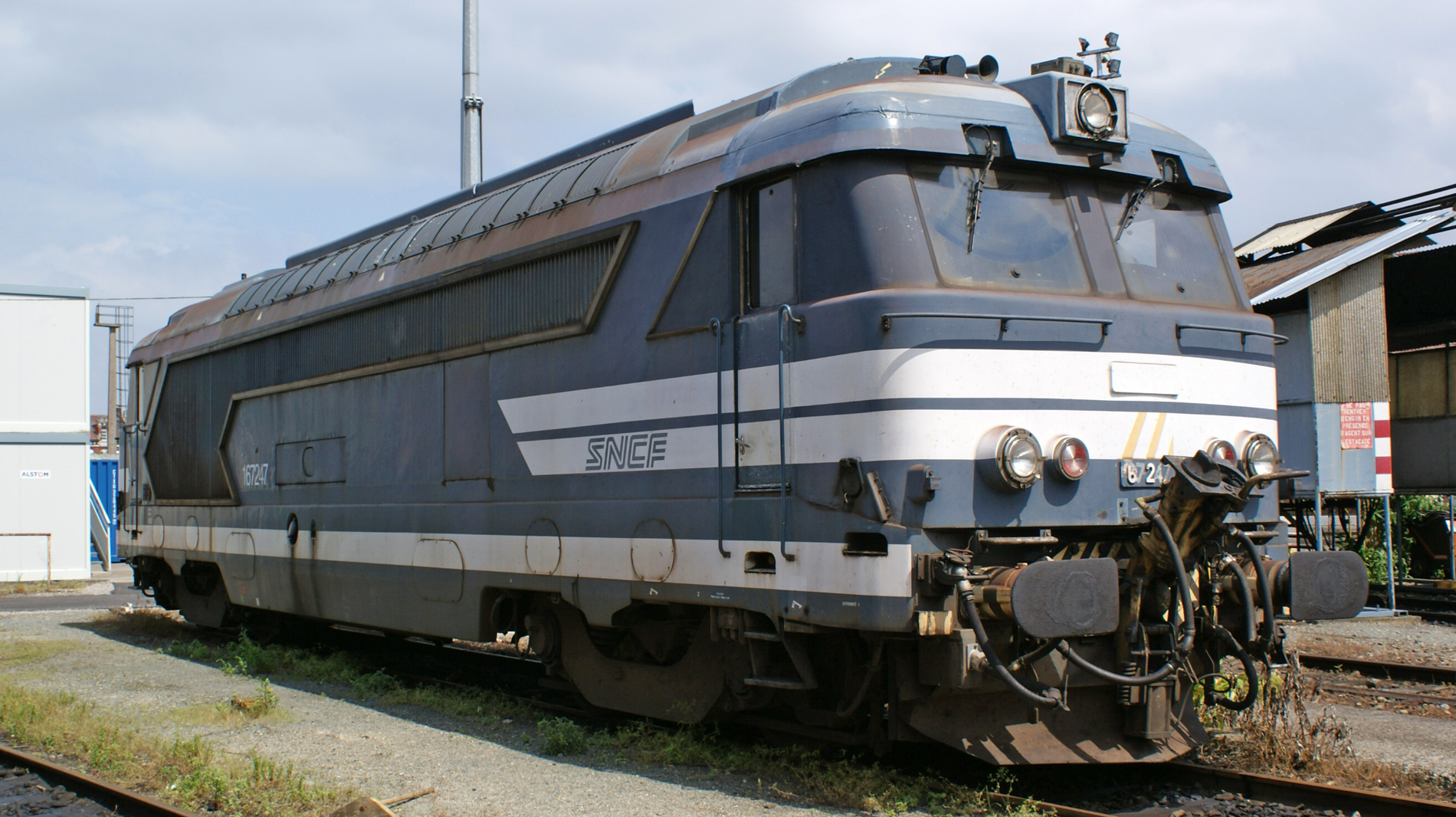
La locomotiva BB 67247 in livrea blu con freccia in rilievi nel giugno 2009
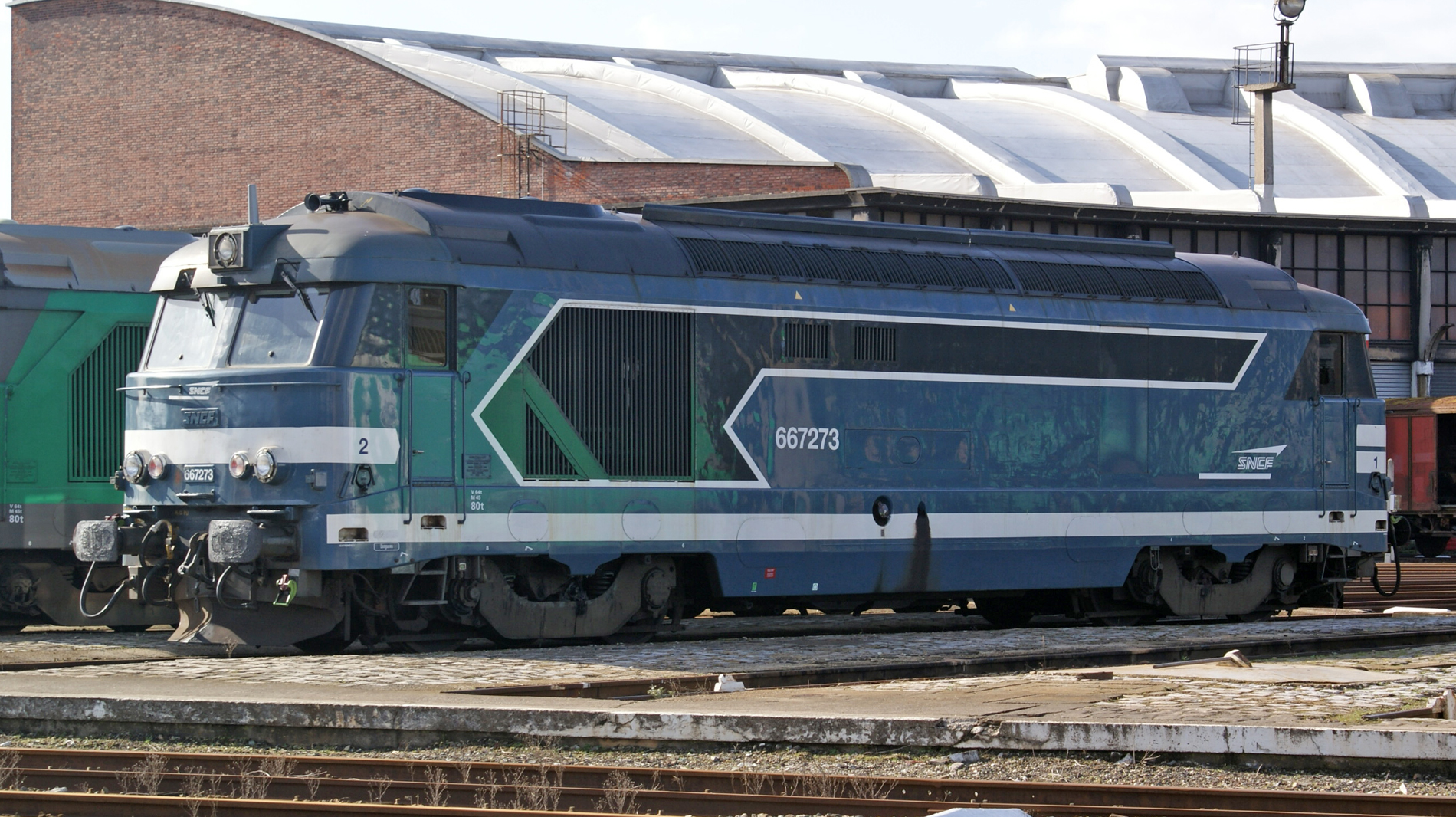
La locomotiva BB 67273 in livrea blu con freccia dipinta nel marzo 2009
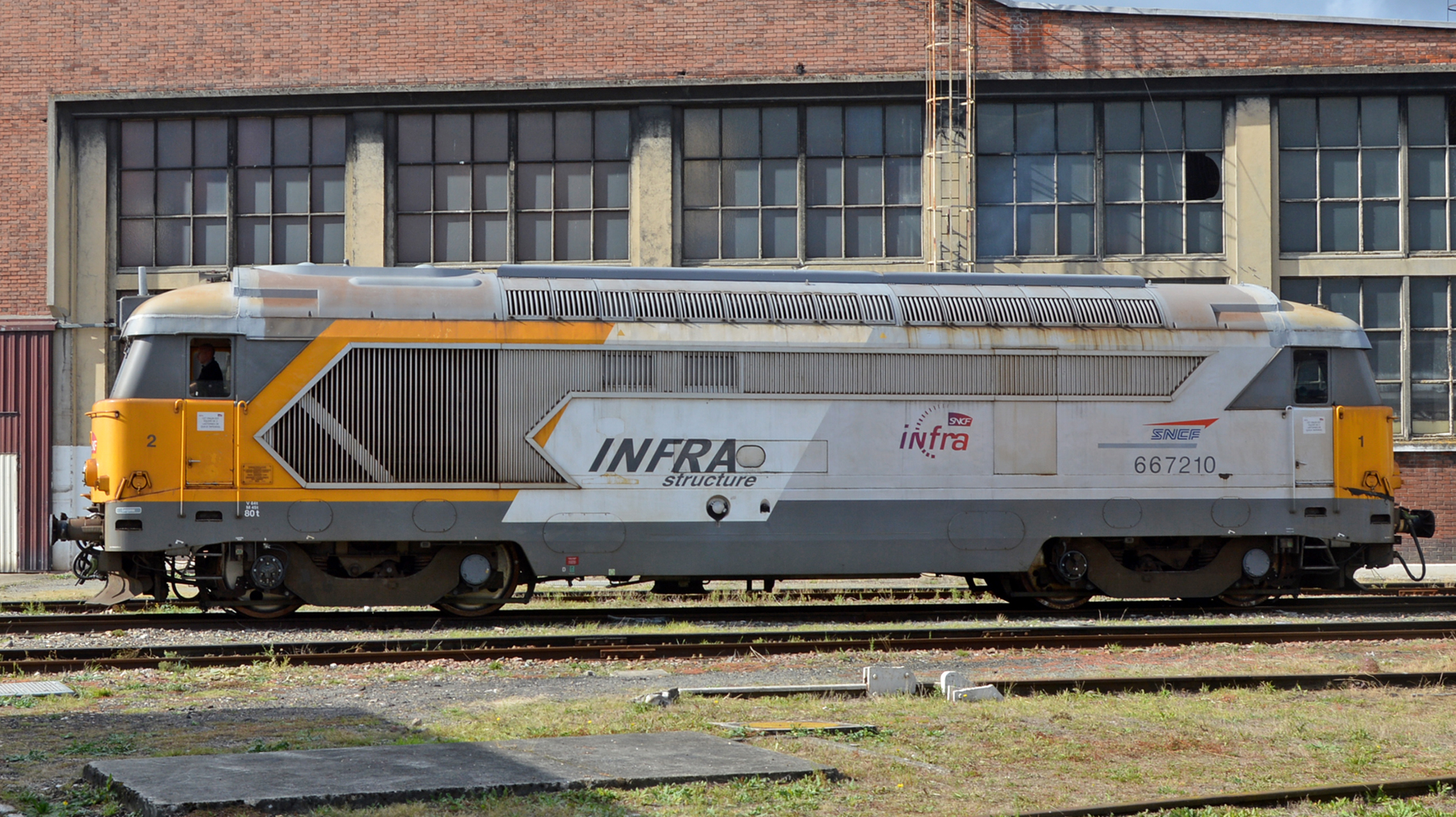
La BB 67210 in livrea Infra nell'ottobre 2016